# Hoofdklasse hockey heren 1981/82
Het seizoen 1981/82 is de 9de editie van de hoofdklasse waarin onder de KNHB-vlag om het landskampioenschap hockey werd gestreden. 
In het voorgaande seizoen degradeerden 8 ploegen, doordat het aantal clubs moest teruggebracht worden naar 12. De 8 ploegen die vorig seizoen degradeerden waren Schaerweijde, DKS, MOP, Breda, HDM, Geel-Zwart, SCHC en Gooische. Er kwamen dit seizoen géén nieuwkomers bij.
Klein Zwitserland werd landskampioen, Gron.Studs en Wageningen degradeerden rechtstreeks.

## Eindstand
Na 22 speelronden was de eindstand:
| #  | Club              | GS | W  | G  | V  | P  | DV      | DT      | DS  |
| -- | ----------------- | -- | -- | -- | -- | -- | ------- | ------- | --- |
| 1  | Klein Zwitserland | 22 | 15 | 5  | 2  | 35 | 99 - 48 | 99 - 48 | +51 |
| 2  | Kampong           | 22 | 12 | 7  | 3  | 31 | 66 - 49 | 66 - 49 | +17 |
| 3  | Bloemendaal       | 22 | 12 | 3  | 7  | 27 | 51 - 42 | 51 - 42 | +9  |
| 4  | Amsterdam         | 22 | 9  | 8  | 5  | 26 | 47 - 37 | 47 - 37 | +10 |
| 5  | Oranje Zwart      | 22 | 9  | 7  | 6  | 25 | 47 - 48 | 47 - 48 | -1  |
| 6  | HGC               | 22 | 9  | 6  | 7  | 24 | 60 - 46 | 60 - 46 | +14 |
| 7  | Tilburg           | 22 | 9  | 6  | 7  | 24 | 41 - 38 | 41 - 38 | +3  |
| 8  | Laren             | 22 | 6  | 6  | 10 | 18 | 42 - 56 | 42 - 56 | -14 |
| 9  | MEP               | 22 | 4  | 8  | 10 | 16 | 34 - 54 | 34 - 54 | -20 |
| 10 | Hattem            | 22 | 4  | 6  | 12 | 14 | 39 - 53 | 39 - 53 | -14 |
| 11 | Gron.Studs        | 22 | 2  | 10 | 10 | 14 | 26 - 59 | 26 - 59 | -33 |
| 12 | Wageningen        | 22 | 0  | 10 | 12 | 10 | 29 - 61 | 29 - 61 | -32 |

### Legenda
| Afk.              | Betekenis                                                             |
| ----------------- | --------------------------------------------------------------------- |
| GS                | aantal gespeelde wedstrijden                                          |
| W                 | aantal gewonnen wedstrijden                                           |
| G                 | aantal gelijk gespeelde wedstrijden                                   |
| V                 | aantal verloren wedstrijden                                           |
| P                 | totaal aantal punten                                                  |
| DV                | aantal gemaakte doelpunten                                            |
| DT                | aantal doelpunten tegen                                               |
| DS                | doelsaldo                                                             |
| Klein Zwitserland | Landskampioen Klein Zwitserland plaatst zich voor de Europacup I 1983 |
| Gron.Studs        | Gron.Studs en Wageningen zijn rechtstreeks gedegradeerd               |

Nederlands landskampioenschap:

1897/98 ·
1898/99 ·
1899/00 ·
1900/01 ·
1901/02 ·
1902/03 ·
1903/04 ·
1904/05 ·
1905/06 ·
1906/07 ·
1907/08 ·
1908/09 ·
1909/10 ·
1910/11 ·
1911/12 ·
1912/13 ·
1913/14 ·
1914/15 ·
1915/16 ·
1916/17 ·
1917/18 ·
1918/19 ·
1919/20 ·
1920/21 ·
1921/22 ·
1922/23 ·
1923/24 ·
1924/25 ·
1925/26 ·
1926/27 ·
1927/28 ·
1928/29 ·
1929/30 ·
1930/31 ·
1931/32 ·
1932/33 ·
1933/34 ·
1934/35 ·
1935/36 ·
1936/37 ·
1937/38 ·
1938/39 ·
1939/40 ·
1940/41 ·
1941/42 ·
1942/43 ·
1943/44 ·
1944/45 ·
1945/46 ·
1946/47 ·
1947/48 ·
1948/49 ·
1949/50 ·
1950/51 ·
1951/52 ·
1952/53 ·
1953/54 ·
1954/55 ·
1955/56 ·
1956/57 ·
1957/58 ·
1958/59 ·
1959/60 ·
1960/61 ·
1961/62 ·
1962/63 ·
1963/64 ·
1964/65 ·
1965/66 ·
1966/67 ·
1967/68 ·
1968/69 ·
1969/70 ·
1970/71 ·
1971/72 ·
1972/73
Hoofdklasse heren:

1973/74 · 
1974/75 · 
1975/76 · 
1976/77 · 
1977/78 · 
1978/79 · 
1979/80 · 
1980/81 · 
1981/82 · 
1982/83 · 
1983/84 · 
1984/85 · 
1985/86 · 
1986/87 · 
1987/88 · 
1988/89 · 
1989/90 · 
1990/91 · 
1991/92 · 
1992/93 · 
1993/94 · 
1994/95 · 
1995/96 · 
1996/97 · 
1997/98 · 
1998/99 · 
1999/00 · 
2000/01 · 
2001/02 · 
2002/03 · 
2003/04 · 
2004/05 · 
2005/06 · 
2006/07 · 
2007/08 · 
2008/09 · 
2009/10 · 
2010/11 · 
2011/12 · 
2012/13 ·
2013/14 ·
2014/15 ·
2015/16 ·
2016/17 ·
2017/18 ·
2018/19 ·
2019/20 ·
2020/21 ·
2021/22 ·
2022/23 ·
2023/24 ·
2024/25 ·
Nederlandse competities: Hoofdklasse (zaal) · Promotieklasse · Overgangsklasse · Eerste klasse · Tweede klasse · Derde klasse · Vierde klasse · Gold Cup · Silver Cup

Nederlands kampioenschap: Lijst van Nederlandse landskampioenen hockey · Lijst van Nederlandse landskampioenen zaalhockey

Europese competities: Euro Hockey League · Europacup I · Europa Cup II · Europacup zaalhockey